# Paolo Orsini
Paolo Orsini (1369 – Colfiorito, 5 agosto 1416) è stato un nobile e condottiero italiano, signore di Canino, Fiano Romano, Gallese, Olevano Romano, Orvieto, Marta, Montalto di Castro, Narni e Tuscania, e capitano generale della Chiesa.

## Biografia
Nato nel 1369 da Francesco Orsini, venne avviato alla carriera militare. Sin da giovane diede ampia dimostrazione del suo valore bellico e diplomatico. Nelle lotte tra il re del Regno di Napoli Ladislao d'Angiò-Durazzo e papa Innocenzo VII Paolo Orsini ristabilì l'autorità del pontefice sulla città di Roma nel 1406; contro i Colonna, alleati di re Ladislao, difese papa Gregorio XII e divenne capitano generale della Chiesa nel 1407; durante la lontananza del papa si schierò con Luigi II d'Angiò-Valois combattendo di nuovo contro il sovrano napoletano e riuscendolo a sconfiggere nel 1411 nella battaglia di Roccasecca. In marcia verso la battaglia di Sant'Egidio contro Braccio da Montone, il 5 agosto 1416, a Colfiorito, venne ucciso a tradimento dai nemici Angelo Tartaglia, Cristoforo da Lavello e Ludovico Colonna ed il suo esercito fu sopraffatto da quello braccesco.
(Sonetto anonimo riportato da Giulio Roscio, Agostino Mascardi, Fabio Leonida, Ottavio Tronsarelli et al., in Ritratti et elogii di capitani illvstri, Roma, Agostino Mascardi, 1646, p. 82)

## Discendenza
Paolo Orsini si sposò con Rita Sanguigni, da cui ebbe due figli, Giampaolo e Calvinia, di cui si hanno scarse notizie. Ebbe inoltre un figlio naturale di nome Francesco, che fu un condottiero.